# Ignacy Misiąg

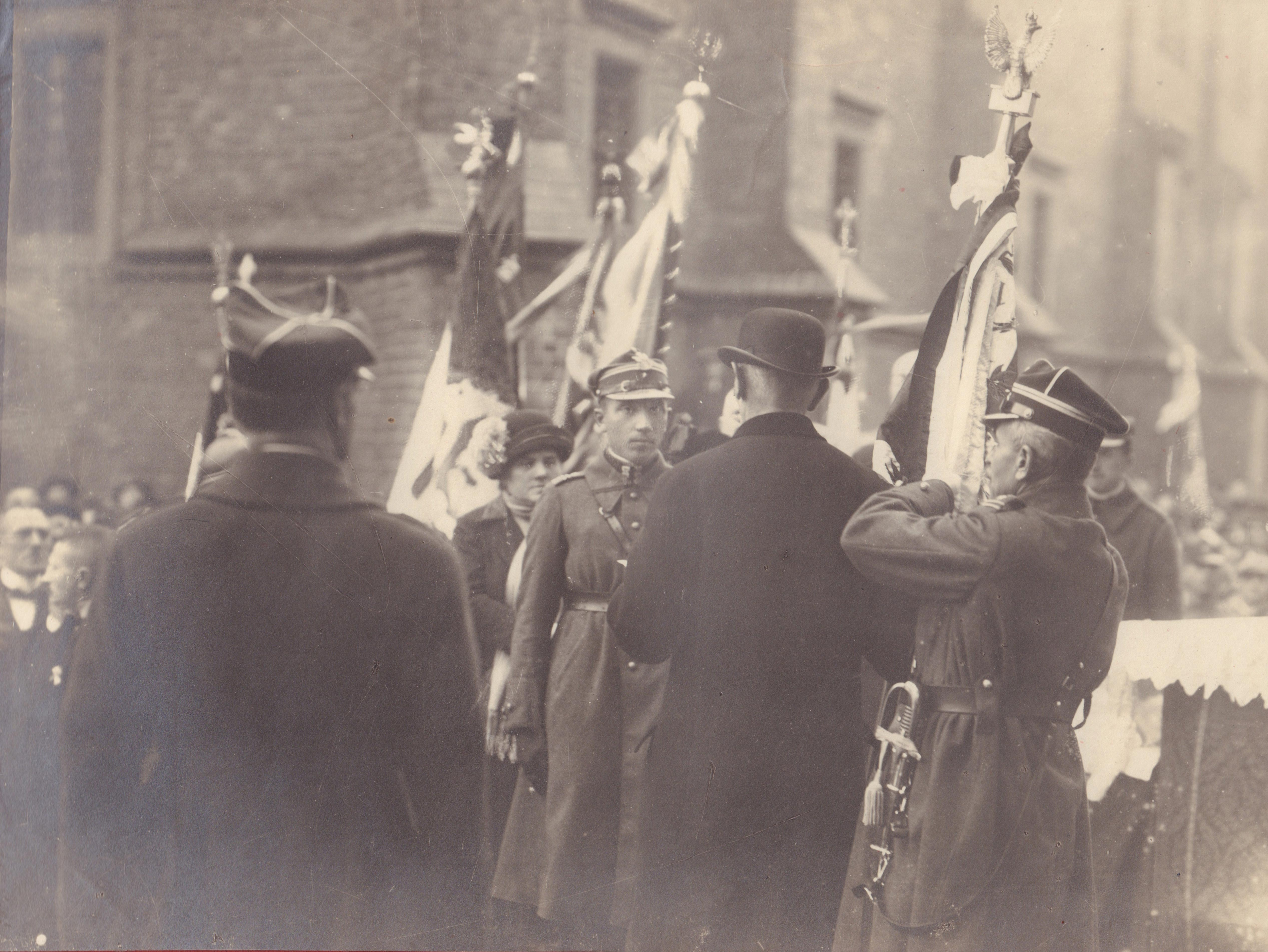
Uroczystość wręczenia sztandaru 14 pułku piechoty (28 października 1923 r. przed katedrą we Włocławku). Sztandar wręcza Prezydent RP Stanisław Wojciechowski, a przyjmuje dowódca 14 pp - mjr Ignacy Misiąg.

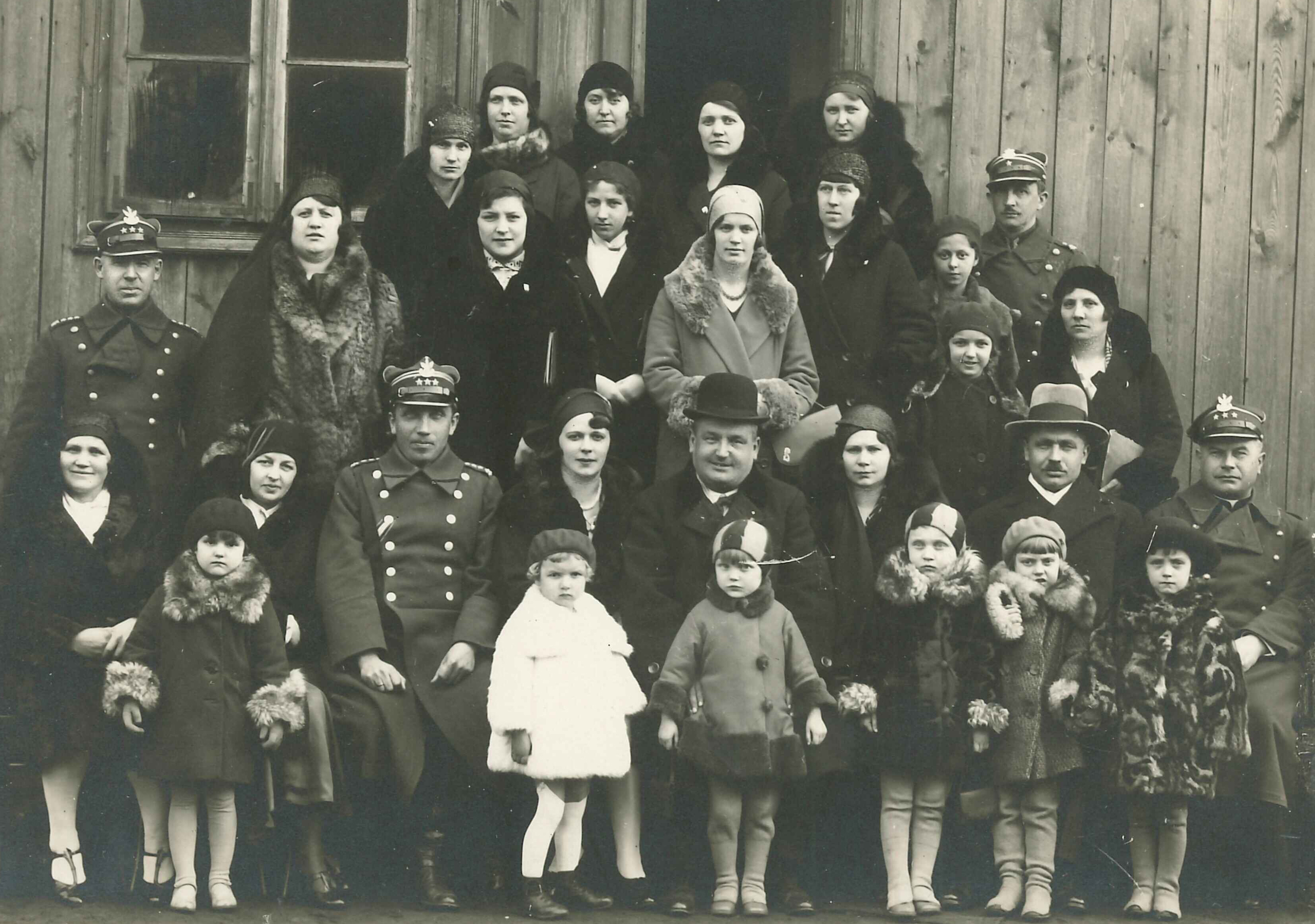
Dowódca 14 pułku piechoty płk Ignacy Misiąg (siedzi trzeci od lewej) z dziećmi z włocławskiej ochronki. Mjr Stanisław Pietrzyk stoi pierwszy z prawej w III rzędzie.

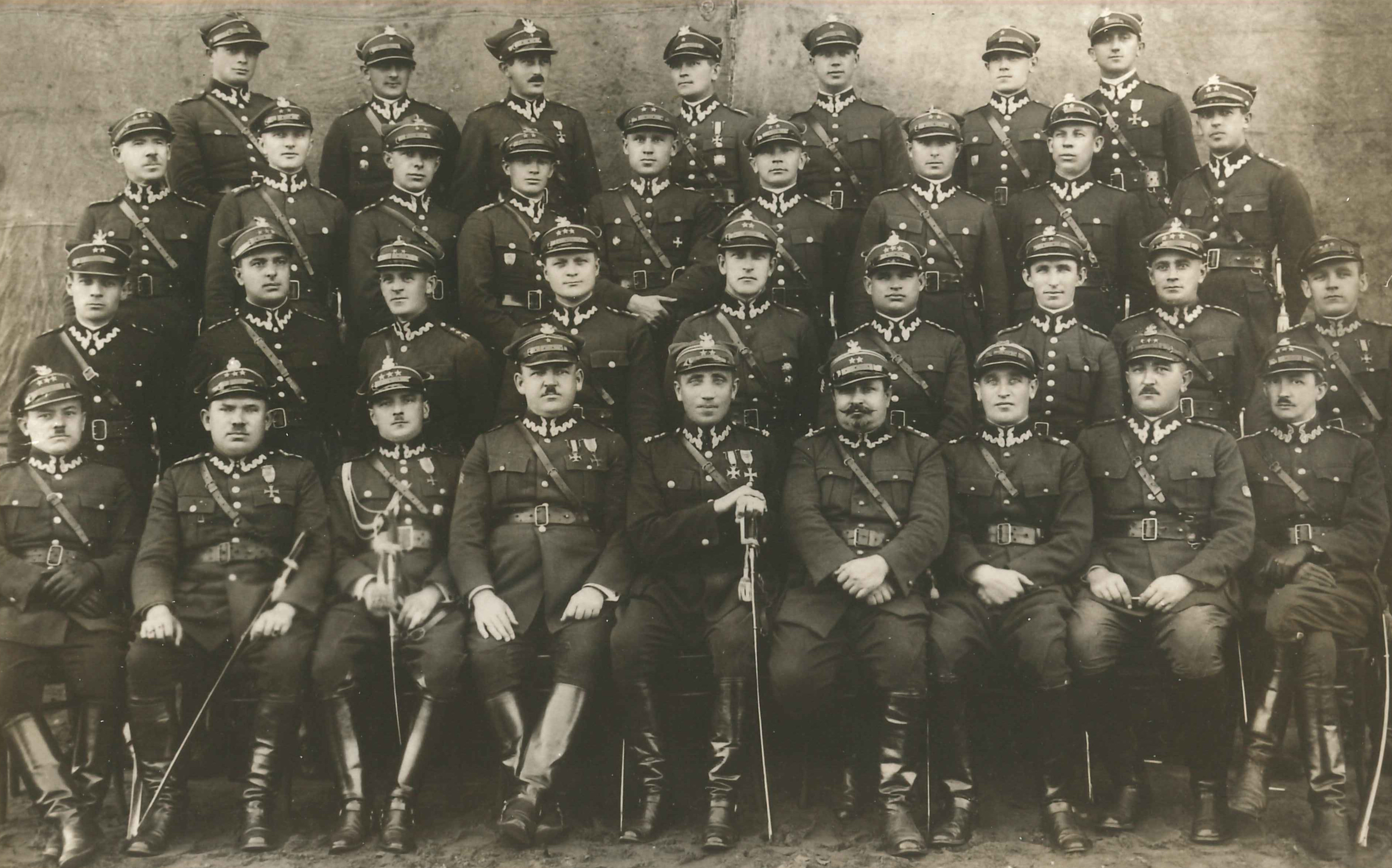
Kadra oficerska 14 pułku piechoty w II połowie 1928 roku. Od prawej siedzą: kpt. Stanisław Pietrzyk, kpt. Emil Zawisza, mjr Julian Czubryt, ppłk lek. Ewaryst Wąsowski, ppłk Ignacy Misiąg, mjr Mikołaj Świderski, kpt. Stanisław Trojan, kpt. Ludwik Wlazełko i kpt. Józef Tkaczyk.

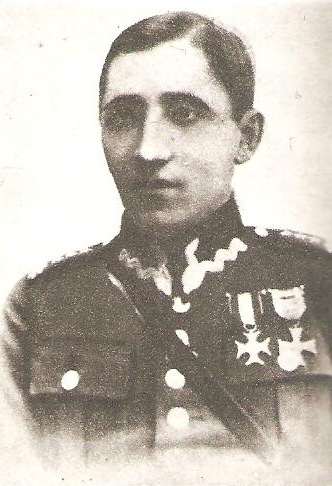
Ignacy Misiąg w mundurze pułkownika Wojska Polskiego.

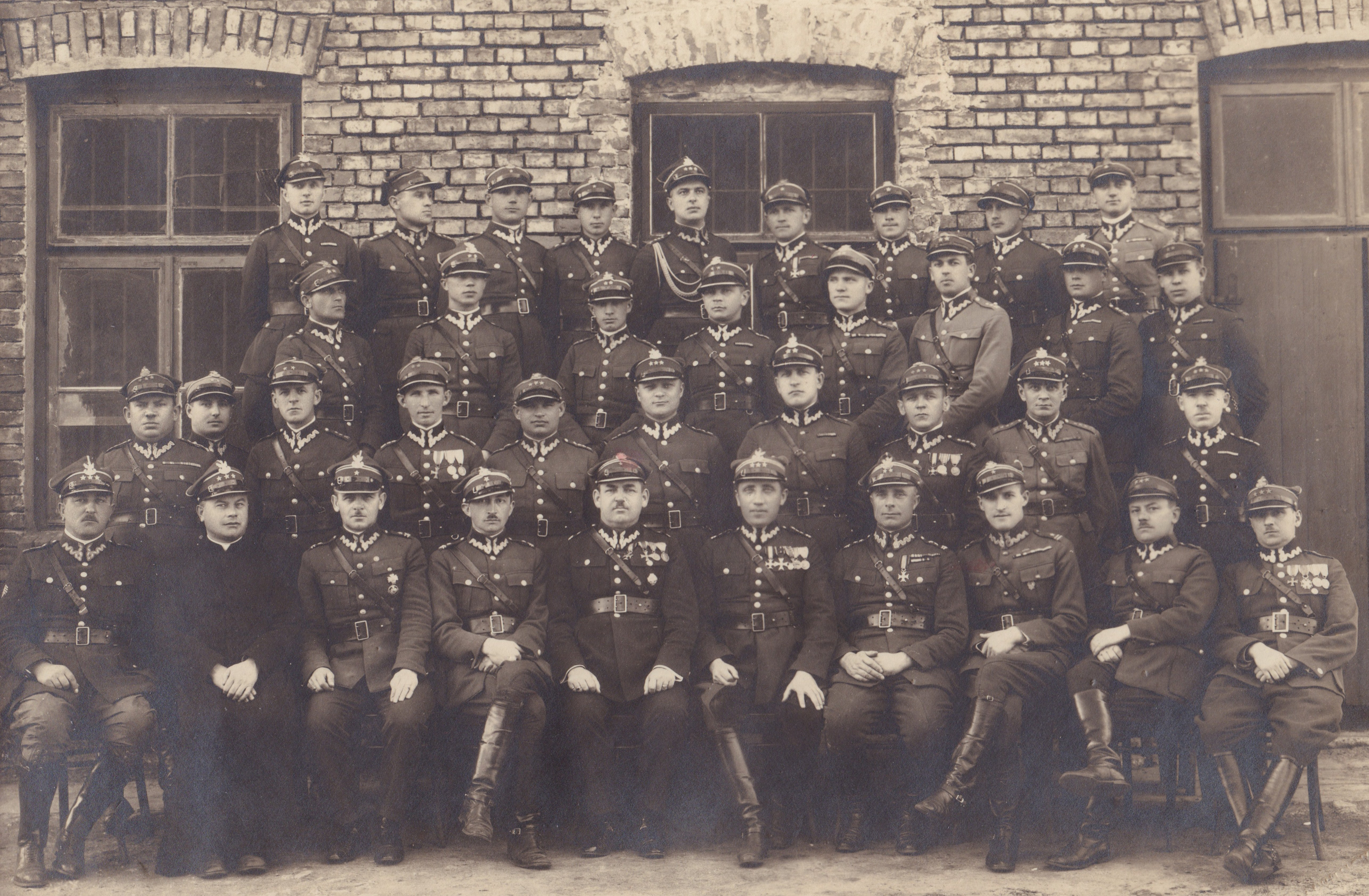
Korpus oficerski 14 pp w I kwartale 1930. W I rzędzie siedzą od lewej: kpt. Emil Zawisza, ks. kpt. Antoni Kosiba, mjr Aleksander Zabłocki, mjr Stanisław Pietrzyk, mjr Mikołaj Świderski, płk Ignacy Misiąg, ppłk Franciszek Sudoł, mjr Aleksander Fiszer, kpt. Józef Tkaczyk i kpt. Stanisław Trojan. W II rzędzie od dołu jako pierwszy z lewej stoi Ludwik Wlazełko.

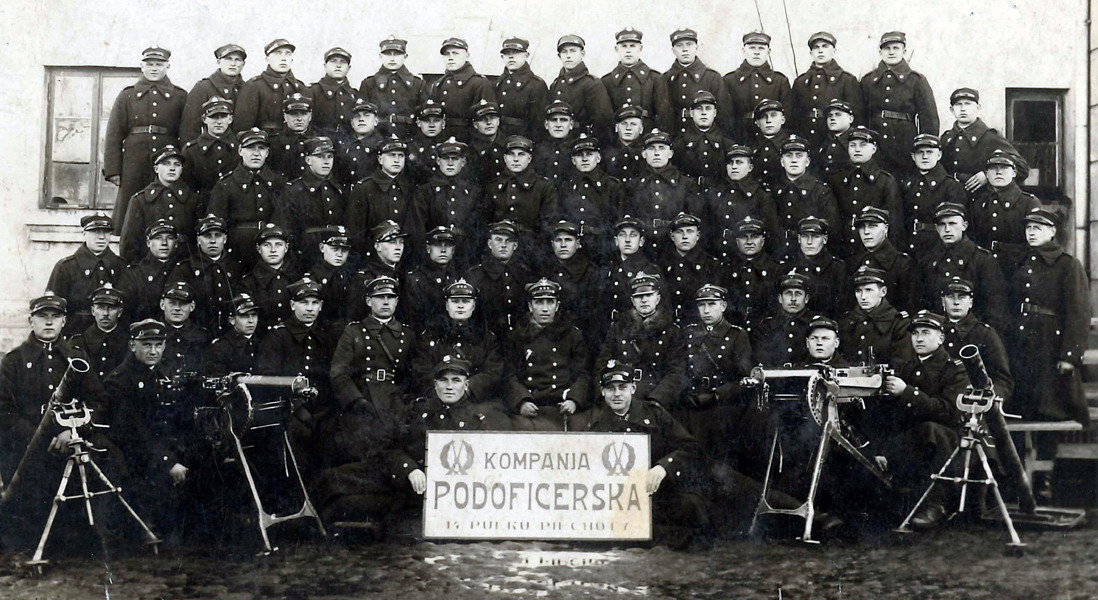
Kompania podoficerska 14 pp w 1932 roku. W środku siedzi płk Ignacy Misiąg, na lewo od niego kpt. Jan Wilczak.

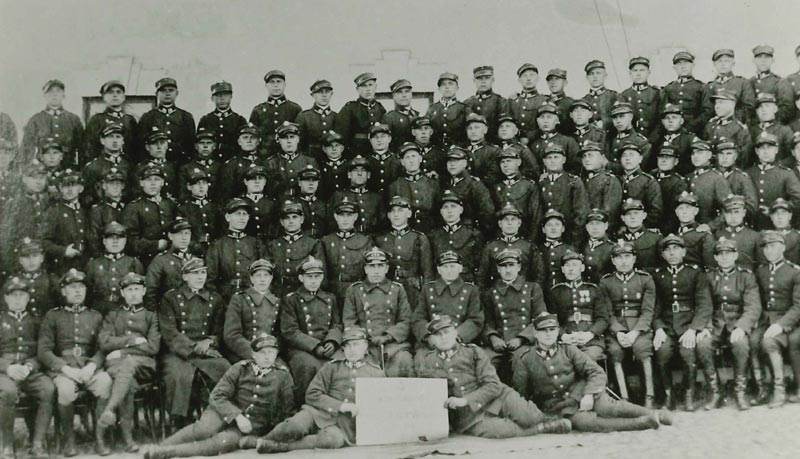
1 kompania strzelecka 14 pp w 1933 roku. W środku siedzi dowódca pułku - płk Ignacy Misiąg. Na prawo od niego dowódca kompanii - kpt. Jan Fleischmann i ppor. Ryszard Jagiełło. Na lewo siedzą dowódca I batalionu - mjr Wilhelm Paszkiewicz, ppor. Władysław Stepokura i ppor. Leonard Królak.

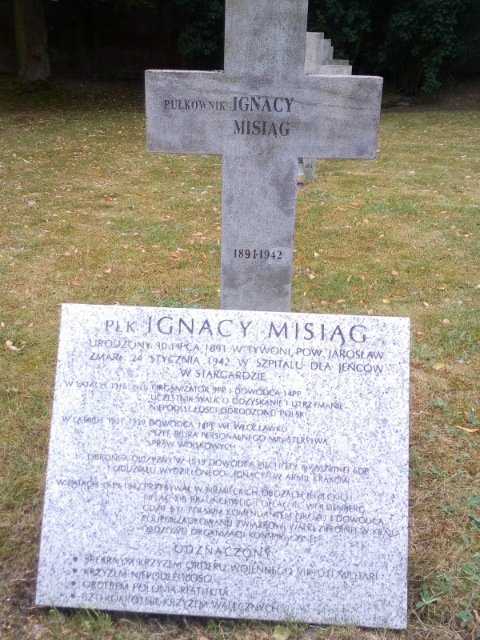
Grób płk. Ignacego Misiąga wraz z tablicą pamiątkową (cmentarz wojenny w Stargardzie).

Ignacy Misiąg (ur. 30 lipca 1891 w Tywoni, zm. 24 stycznia 1942 w Stargardzie) – pułkownik piechoty Wojska Polskiego, dwukrotny kawaler Orderu Virtuti Militari.

## Życiorys

### Służba w c. i k. Armii
Był synem niezamożnego chłopa Jana (1853–1927) i Franciszki z domu Krajnig. Uczył się w gimnazjum w Jarosławiu, w którym uzyskał maturę (w 1910). W latach 1908–1911 należał do Drużyn Bartoszowych. Po ukończeniu gimnazjum rozpoczął studia prawnicze na Uniwersytecie Jagiellońskim w Krakowie, które zmuszony był przerwać z powodu powołania do armii austro-węgierskiej. W latach 1910–1911 odbył jednoroczną ochotniczą służbę wojskową w samodzielnym batalionie c. i k. 90 pułku piechoty. Służył wówczas na terenie Bośni i Hercegowiny. Po spełnieniu obowiązku wojskowego, powrócił do nauki, wstępując jednocześnie do Towarzystwa Sportowo-Gimnastycznego „Strzelec”.
Po wybuchu I wojny światowej został w 1914 zmobilizowany do cesarskiej i królewskiej Armii. Po ukończeniu szkoły oficerskiej, w stopniu kadeta rezerwy, wysłany został na front serbski. W 1915 awansowany do stopnia podporucznika w rezerwie ze starszeństwem z dniem 1 lipca 1915. Walczył na terenie Czarnogóry i Włoch (gdzie przeszedł malarię). W 1918 Ignacy Misiąg otrzymał awans do rangi porucznika ze starszeństwem z dniem 1 maja 1915.

### Służba w Wojsku Polskim
Po zakończeniu I wojny światowej powrócił z frontu do Jiczyna. Został organizatorem i pierwszym dowódcą 14 pułku piechoty, albowiem objął na przełomie października i listopada 1918 dowodzenie batalionem zapasowym 90 pułku piechoty, którego większość obsady stanowili Polacy. Na bazie tegoż batalionu utworzył jednostkę, która otrzymała nazwę 9 pułku piechoty. Po przetransportowaniu 9 pp do Jarosławia por. Misiąg włączył się czynnie w organizowanie oddziałów Wojska Polskiego. W lutym 1919 nastąpiło przemianowanie 9 pp na 14 pułk piechoty, a Ignacy Misiąg został (z dniem 17 lutego 1919) adiutantem dowódcy tego pułku. W  tym czasie, na podstawie dekretu z dnia 27 grudnia 1918 Wodza Naczelnego Józefa Piłsudskiego, został przyjęty, jako były oficer armii austro-węgierskiej, do Wojska Polskiego. Z kolei na podstawie rozkazu nr 178 wydanego przez Szefa Sztabu Generalnego gen. dyw. Stanisława Szeptyckiego otrzymał, z dniem 1 listopada 1918, przydział (w stopniu porucznika) do Okręgu Wojskowego Przemyskiego. W szeregach 14 pułku piechoty brał udział w wojnie polsko-ukraińskiej (uczestniczył w ofensywie na terenie Małopolski Wschodniej w maju 1919), a także w wojnie polsko-rosyjskiej, m.in. w ofensywie na froncie wołyńskim (sierpień 1919), wyprawie kijowskiej (kwiecień 1920), walkach na Białorusi (maj 1920), walkach odwrotowych (lipiec 1920) oraz kontrofensywie w Małopolsce Wschodniej (2 połowa sierpnia 1920 roku). Z dniem 8 lipca 1919 został wyznaczony adiutantem taktycznym pułku, w czerwcu 1920 został pełniącym obowiązki dowódcy pułku, a z dniem 3 sierpnia 1920 objął dowodzenie 14 pułkiem piechoty. Na mocy dekretu Naczelnego Wodza Wojska Polskiego z dnia 15 lipca 1920 został zatwierdzony z dniem 1 kwietnia 1920 w stopniu majora w piechocie. Ignacy Misiąg odznaczał się odwagą, zmysłem taktycznym i organizacyjnym, czego dowodem było przyznanie mu Krzyża Srebrnego Orderu Wojennego Virtuti Militari (nadanego dekretem Wodza Naczelnego z dnia 13 kwietnia 1921) i czterokrotnie Krzyża Walecznych.
W dniu 1 maja 1921 przybył wraz z pułkiem do Włocławka i objął jednocześnie stanowisko komendanta tamtejszego garnizonu. Na dzień 1 czerwca 1921 pełnił w randze majora służbę w 14 pułku piechoty. Dekretem Naczelnika Państwa i Wodza Naczelnego z dnia 3 maja 1922 (dekret L. 19400/O.V.) został zweryfikowany w tym stopniu (majora) ze starszeństwem z dniem 1 czerwca 1919 roku i 205. lokatą w korpusie oficerów piechoty. W roku 1923 zajmował już 191. lokatę wśród majorów korpusu piechoty i był oficerem pełniącym obowiązki dowódcy 14 pułku piechoty. W dniu 28 października 1923 r. odebrał we Włocławku z rąk Prezydenta RP sztandar ufundowany dla 14 pp przez społeczeństwo miasta. Na podstawie rozporządzenia z dnia 31 marca 1924 r., wydanego przez Prezydenta Rzeczypospolitej Polskiej Stanisława Wojciechowskiego, został awansowany do stopnia podpułkownika, ze starszeństwem z dniem 1 lipca 1923 roku i 82 lokatą w korpusie oficerów piechoty. W roku 1924 Ignacy Misiąg nadal pełnił obowiązki dowódcy 14 pp i zajmował w tym czasie 83. lokatę wśród podpułkowników piechoty w swoim starszeństwie. W tym samym roku piastował również stanowisko prezesa Wojskowego Klubu Sportowego 14 pułku piechoty „Zagoń”. Zarządzeniem Ministra Spraw Wojskowych, opublikowanym w dniu 20 stycznia 1928, został przeniesiony służbowo z dniem 3 lutego 1928 na III unifikacyjny trzymiesięczny kurs dowódców pułków w Doświadczalnym Centrum Wyszkolenia w Rembertowie. W roku 1928, piastując stanowisko dowódcy 14 pp, zajmował 55 lokatę wśród podpułkowników piechoty ze swego starszeństwa.
Podczas pobytu we Włocławku okazał się być doskonałym administratorem i organizatorem życia społecznego. Okres dowodzenia 14 pp przez Ignacego Misiąga to czas rozkwitu włocławskiego garnizonu. Obiekty koszarowe zostały wyremontowane, rozbudowane i zelektryfikowane, zbudowano dom mieszkalny dla podoficerów, a pułk osiągnął wysoki poziom wyszkolenia. Szczególny wysiłek wkładał podpułkownik (a następnie pułkownik) Misiąg w rozwój kultury fizycznej w mieście. Był członkiem Miejskiego Komitetu Wychowania Fizycznego i Przysposobienia Wojskowego, a od 1932 roku pełnił funkcję prezesa klubu sportowego „Cuiavia”, w którym pod jego rządami powstało wiele nowych sekcji. Zwalczał analfabetyzm wśród żołnierzy organizując (wraz z prezesem miejscowego PCK - Anną Boye) kursy, które ukończyło ponad cztery tysiące żołnierzy. Działał we włocławskim harcerstwie (od 1922) oraz w Lidze Obrony Powietrznej i Przeciwgazowej. W okresie dużego bezrobocia panującego we Włocławku (lata 1931–1932), z jego rozkazu wojsko przekazywało potrzebującym żywność, opał oraz wydawało darmowe posiłki dzieciom i młodzieży.
Zarządzeniem Prezydenta Rzeczypospolitej Ignacego Mościckiego został awansowany do stopnia pułkownika, ze starszeństwem z dniem 1 stycznia 1929 i 18 lokatą w korpusie oficerów piechoty. W dniu 27 listopada 1929 Prezydent Mościcki nadał płk. Misiągowi Krzyż Oficerski Orderu Odrodzenia Polski za zasługi na polu organizacji, administracji i wyszkolenia wojska. W roku 1930 zajmował 105 lokatę łączną na liście starszeństwa pułkowników piechoty (była to jednocześnie nadal 18 lokata w swoim starszeństwie). Pozostawał w tym czasie wciąż dowódcą 14 pułku piechoty. Również w 1932, jako dowódca 14 pp, zajmował 18 lokatę wśród pułkowników korpusu piechoty w swoim starszeństwie.
Z dniem 20 czerwca 1933 został wyznaczony przez ministra spraw wojskowych na stanowisko szefa Biura Personalnego Ministerstwa Spraw Wojskowych (od władz i mieszkańców Włocławka otrzymał na pożegnanie pamiątkową szablę ze złotą głownią). Pozostając na tym stanowisku, zajmował na dzień 1 lipca 1933 roku - 83 lokatę łączną wśród pułkowników piechoty (była to zarazem 17 lokata w starszeństwie). Z kolei w dniu 5 czerwca 1935 była to już 67 lokata pośród wszystkich pułkowników korpusu piechoty (a jednocześnie 16 lokata w swoim starszeństwie). Zarządzeniem z dnia 19 marca 1937 roku został odznaczony przez Prezydenta Rzeczypospolitej Krzyżem Komandorskim Orderu Odrodzenia Polski, z wyjątkowe zasługi w służbie wojskowej. Pułkownik Ignacy Misiąg odznaczany był również przez Ignacego Mościckiego Krzyżem Niepodległości (w 1933) i Złotym Krzyżem Zasługi (w 1935).
W lutym 1938 objął stanowisko dowódcy piechoty dywizyjnej 6 Dywizji Piechoty (siedziba dowództwa dywizji znajdowała się w Krakowie). Na dzień 23 marca 1939 zajmował 13 lokatę wśród pułkowników korpusu piechoty w swoim starszeństwie i nadal pełnił służbę na stanowisku I dowódcy piechoty dywizyjnej 6 DP.

### Kampania wrześniowa
W lipcu 1939 został dowódcą Oddziału Wydzielonego „Ignacy” i na jego czele wziął udział w kampanii wrześniowej. Zadaniem OW „Ignacy” (inaczej znanego jako „Brzeźce”) była osłona kierunku pszczyńskiego. W dniach 1 i 2 września zgrupowanie płk. Misiąga toczyło zacięte walki z niemiecką 5 Dywizją Pancerną, w wyniku których, mimo początkowego sukcesu, uległo rozbiciu w okolicach Pszczyny. Dalsze walki prowadził pułkownik Misiąg wraz z 6 Dywizją Piechoty (w ramach Grupy Operacyjnej „Bielsko”) na Śląsku, nad Dunajcem, nad Sanem, w lasach biłgorajskich i w pierwszej bitwie pod Tomaszowem Lubelskim. W dniu 20 września 1939, po kapitulacji 6 Dywizji Piechoty w rejonie Rawy Ruskiej, dostał się do niewoli niemieckiej.

### Niewola i śmierć
Początkowo przebywał w obozie w Bochni, a następnie w Oflagu XI B Braunschweig, w którym pełnił funkcję starszego obozu. W kwietniu 1940 został przeniesiony do Oflagu II C Woldenberg, gdzie również objął obowiązki starszego obozu. Kierował obozową organizacją podziemną, lecz w grudniu 1941 z uwagi na stan zdrowia zrezygnował z tej funkcji.
Ciężko chory na chorobę Buergera został umieszczony w szpitalu jenieckim w Stargardzie, w którym amputowano mu obie nogi. Mimo to choroba rozprzestrzeniała się i w jej wyniku zmarł w szpitalu w dniu 24 stycznia 1942 roku. Po jego śmierci w oflagu odbyła się akademia, a na znak żałoby wszelkie imprezy obozowe zawieszono na okres dwóch dni. Pochowany został na Międzynarodowym Cmentarzu Wojennym w Stargardzie.
Za udział w walkach wojny obronnej 1939 został pośmiertnie odznaczony Krzyżem Złotym Orderu Wojennego Virtuti Militari (w 1967).

### Rodzina
Pułkownik Ignacy Misiąg był żonaty z Marią Średnicką, z którą mieli dwóch synów: Mariana Ignacego (ur. 19 czerwca 1922 r.) i Jana Kazimierza (ur. 4 marca 1926 r.) oraz córkę Zofię Wandę (ur. 22 stycznia 1925 r.). Wszystkie dzieci urodziły się we Włocławku.

## Awanse
- porucznik (1918 r.)
- kapitan (1919 r.)
- major (1.6.1919 r.)[11]
- podpułkownik (1.7.1923 r.)[37]
- pułkownik (1.1.1929 r.)[37]

## Ordery i odznaczenia
- Krzyż Złoty Orderu Wojennego Virtuti Militari (pośmiertnie, 1967)[14]
- Krzyż Srebrny Orderu Wojskowego Virtuti Militari nr 1553 (13 kwietnia 1921)[38]
- Krzyż Niepodległości (19 grudnia 1933)[39][40]
- Krzyż Komandorski Orderu Odrodzenia Polski (19 marca 1937)[41][32]
- Krzyż Oficerski Orderu Odrodzenia Polski (1929)[25]
- Krzyż Walecznych (czterokrotnie)[9]
- Złoty Krzyż Zasługi (19 marca 1935)[42][33]
- Medal Pamiątkowy za Wojnę 1918–1921[43]
- Medal Dziesięciolecia Odzyskanej Niepodległości[43]
- Srebrny Medal za Długoletnią Służbę (11 listopada 1938)
- Brązowy Medal za Długoletnią Służbę (10 maja 1938)
- Odznaka pamiątkowa Straży Granicznej (11 listopada 1933)
- Odznaka Honorowa „Orlęta”
- Gwiazda Przemyśla
- Odznaka „Za Wołyń”